# Getinge-Rävinge församling
Getinge-Rävinge församling är en församling i Halmstads och Laholms kontrakt i Göteborgs stift. Församlingen ingår i Getinge-Oskarströms pastorat och ligger i Halmstads kommun i Hallands län. 

## Administrativ historik
Församlingen bildades genom sammanslagning 2008 av Getinge och Rävinge församlingar och bildade då också till 2014 ett eget pastorat. Från 2014 ingår församlingen i Getinge-Oskarströms pastorat.

## Kyrkor
- Getinge kyrka
- Rävinge kyrka